# Rivalba
Rivalba ist eine italienische Gemeinde in der Metropolitanstadt Turin, Region Piemont.

## Lage und Einwohner
Rivalba liegt 21 km nordöstlich von Turin. Das Gemeindegebiet umfasst eine Fläche von 10 km² und hat 1145 Einwohner (Stand 31. Dezember 2023). 
Die Nachbargemeinden sind Castagneto Po, San Raffaele Cimena, Gassino Torinese, Casalborgone, Sciolze und Cinzano.

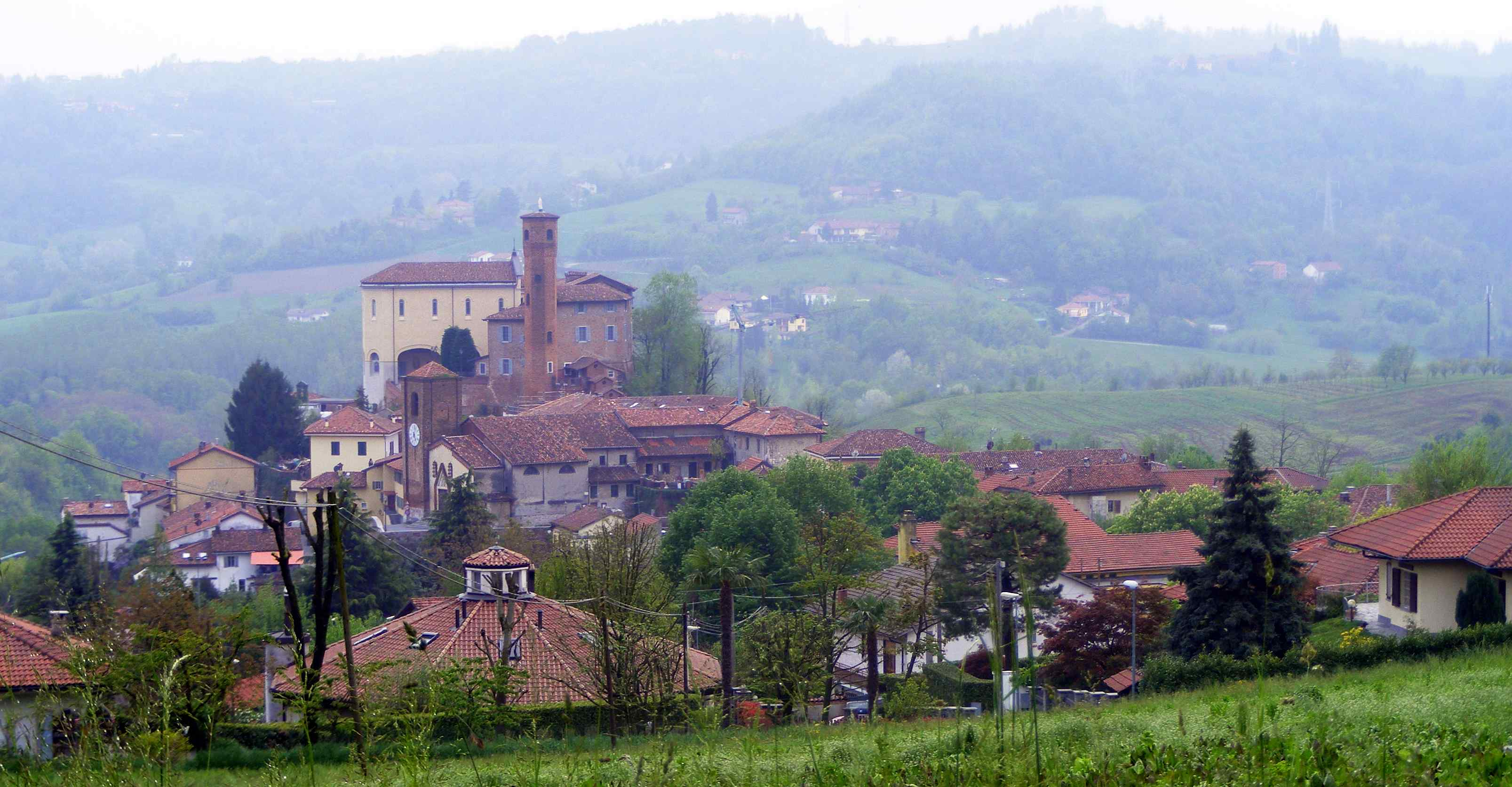
Panorama

## Geschichte

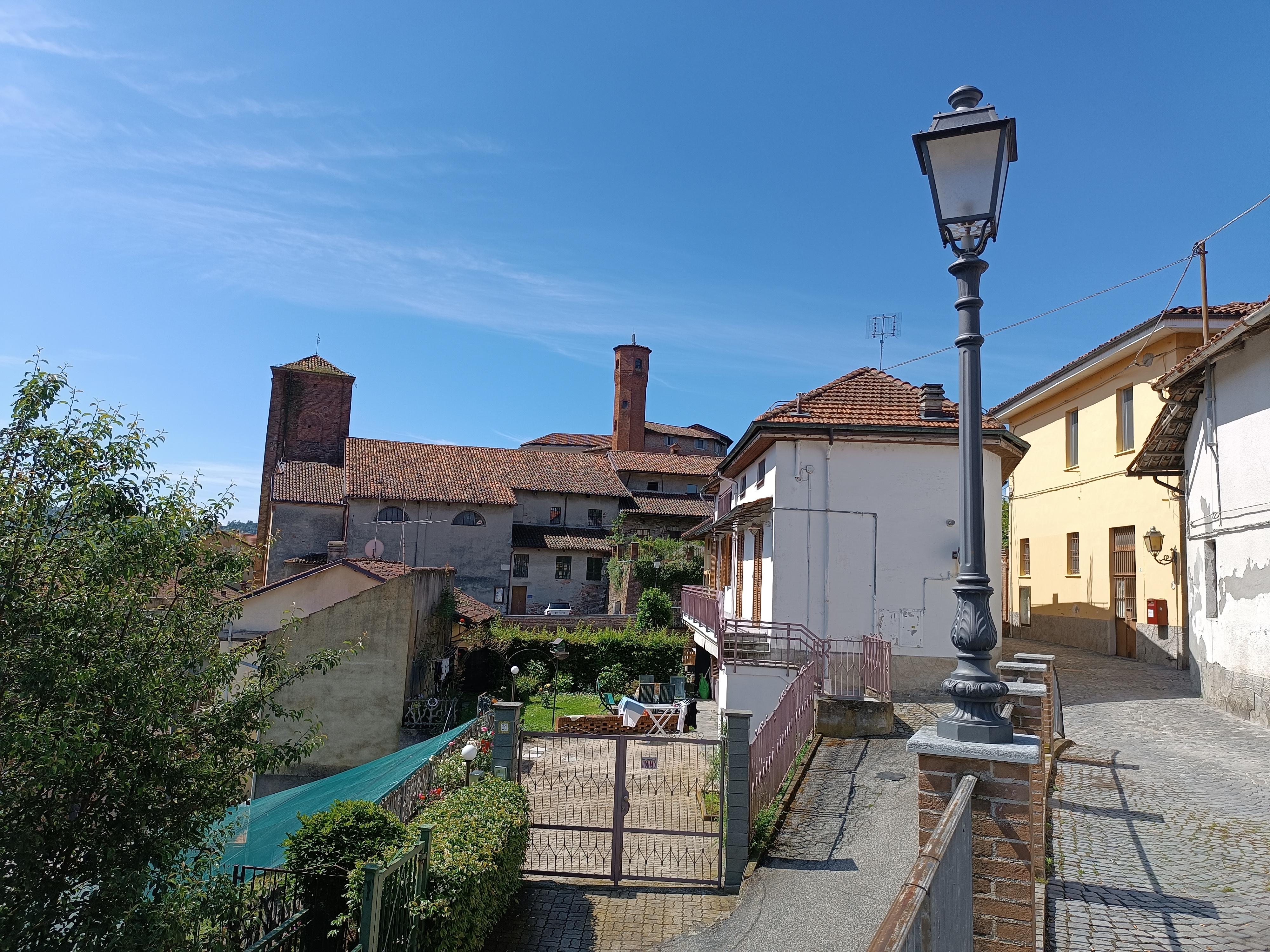
Im Dorf

Der Name leitet sich vom altlateinischen Wort Ripa Alba ab, was „klares Ufer“ bedeutet, wahrscheinlich aufgrund der weißen Farbe des Kalksteinbodens, und wird erstmals in einer kirchlichen Urkunde aus dem Jahr 1260 erwähnt. Im Mittelalter war es Schicksal mit denen des Erzbistums Turin verbunden, da Bischof Landolfo dort zu Beginn des Jahres 1000 eine Burg zur Verteidigung des Gebiets errichtete, deren achteckiger Turm noch heute erhalten ist. Die Privilegien der Turiner Kirche wurden 1159 von Kaiser Friedrich I. Barbarossa erneut bestätigt.
Im Jahr 1164 wurde es Wilhelm von Monferrato zugeteilt, was jedoch immer durch seine Nähe zur mächtigen Gemeinde Chieri bedingt war, was auch die Unterwerfung unter die Savoyer im Jahr 1347 zur Folge hatte. Im 20. Jahrhundert, nach der Krise der 1930er Jahre, gab es sie eine Wiedergeburt des Gebiets. Dies begünstigte den Zustrom neuer Bewohner, die alte Häuser renovierten und die Gründung neuer Industrien begünstigten. Zeugnisse seines historisch-architektonischen Erbes sind das Schloss, ein imposantes Bauwerk mittelalterlichen Ursprungs; die Pfarrkirche San Pietro in Vincoli aus dem 12. oder 13. Jahrhundert, die trotz der Restaurierungen im 19. Jahrhundert bemerkenswerte Merkmale mittelalterlicher Architektur aufweist. Die Kapelle Sant'Amanzio, die 1917 vollständig umgebaut wurde, enthält Fresken, wahrscheinlich aus dem 15. Jahrhundert. Sie zeigen die Verkündigung, die Heiligen und die Jungfrau mit dem Kind auf dem Thron.

## Kultur
In Rivalba findet am zweiten Sonntag im November eine wichtige Messe für weiße Trüffel statt, die in den Turiner Hügeln geerntet werden (Tuber Magnatum Pico). Der in den Turiner Hügeln geerntete weiße Trüffel gehört zu den duftendsten Italiens und steht dem sicherlich bekannteren, in Alba geernteten, in nichts nach.

## Städtepartnerschaft
Els Hostalets de Pierola